# Vinčakulturen

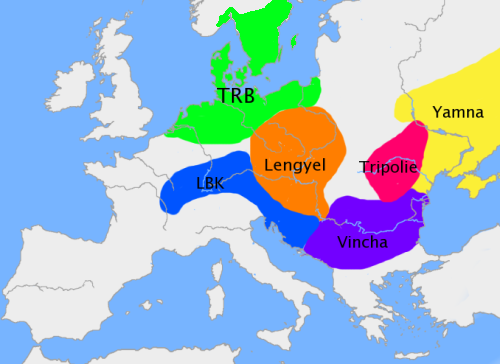
Neolitiska Europas kulturer ca 4.000-3.000 f.Kr. Grönt är till megalitkulturer anslutna trattbägarkulturen, blå snörkeramiska kulturen, orange Lengyelkulturen, purpur Vincakulturen, röd punainen Tripoljekulturen och gult troligen Jamnakulturen kurgankulturens västra del.

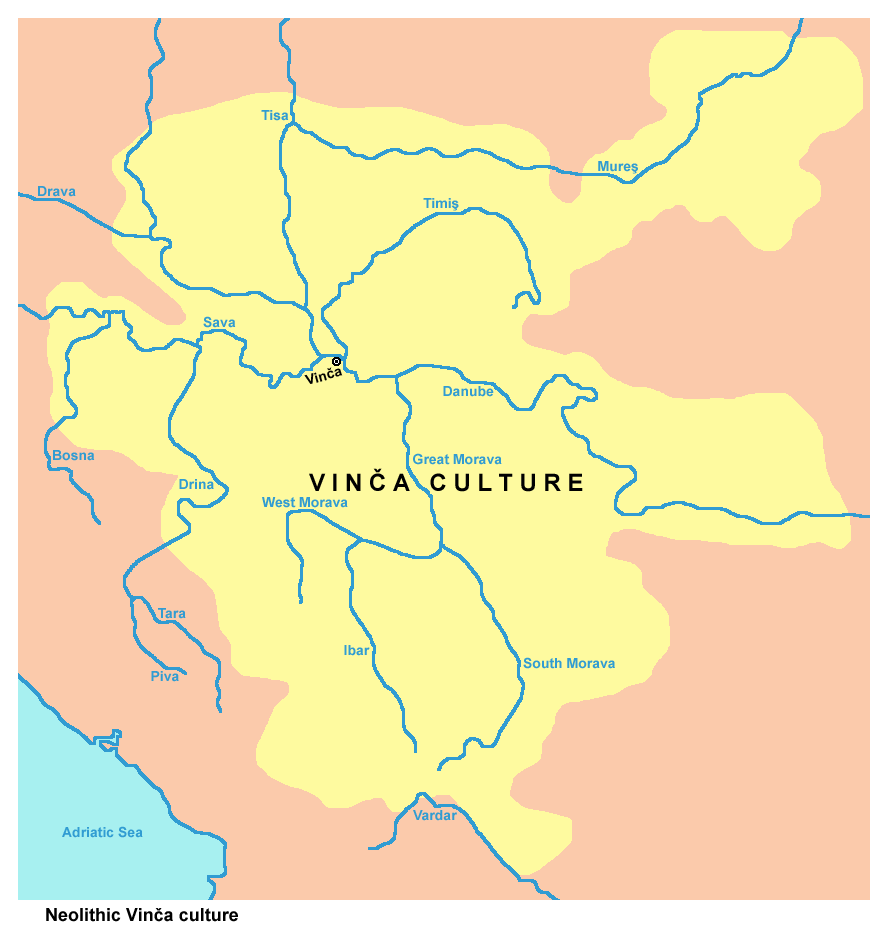

Vinčakulturen har fått sitt namn efter boplatskullen Vinča på Balkan.
Vinčakulturen som genom sina väl avgränsade kulturlager har betytt mycket för den neolitiska kronologin, dateras till ca 4 500–3 000 f.Kr. och följde direkt på Starčevokulturen.
Vinčakulturen var utbredd i Serbien med närmst angränsande områden i Montenegro, Nordmakedonien, Ungern, Bulgarien, Bosnien & Hercegovina och Rumänien. Bebyggelsen bildade tells vid terrasser ut mot vattenleder och sjöar. Karakteristiskt var rektangulära hus med sammanbyggd eldstad och ugn. Liken gravlades i hockerställning i gravarna. Keramiken var mörk och blankpolerad med kannelyrer och enkla inristade mönster, ibland bemålad i rött eller vitt och de inristade mönstren kunde ha inläggningar av vit kalkpasta. Man använde tidigt koppar till smycken och yxblad, ett fynd innehåller 13 kopparyxor.
Ekonomin grundades på åkerbruk kombinerat med jakt och fiske. Fynd av koppar från Transsylvanien, obsidian från Ungern och snäckskal från Medelhavet tyder på att varuutbytet spelat viss roll.